# Drosera echinoblastus
Drosera echinoblastus este o specie de plante carnivore din genul Drosera, familia Droseraceae, ordinul Caryophyllales, descrisă de N.Marchant și Allen Lowrie.
Este endemică în:
- Ashmore-Cartier Is..
- Western Australia.

Conform Catalogue of Life specia Drosera echinoblastus nu are subspecii cunoscute.

## Galerie

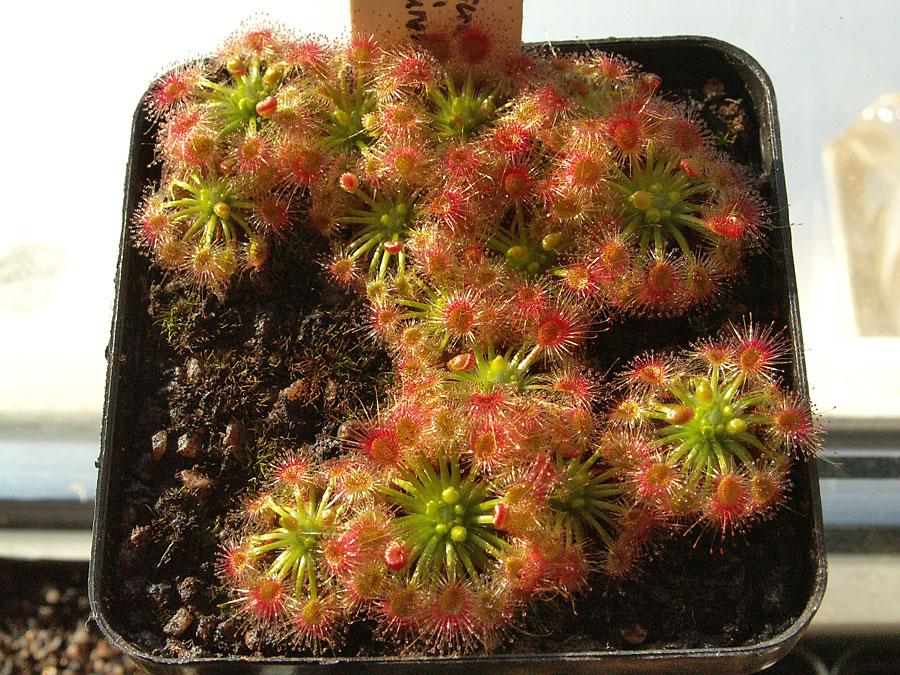
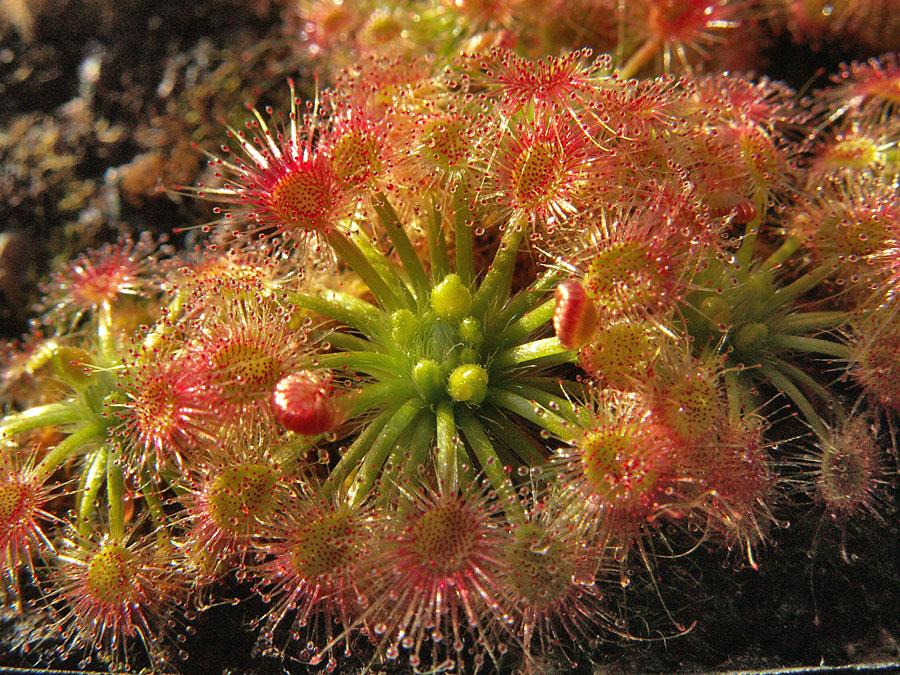
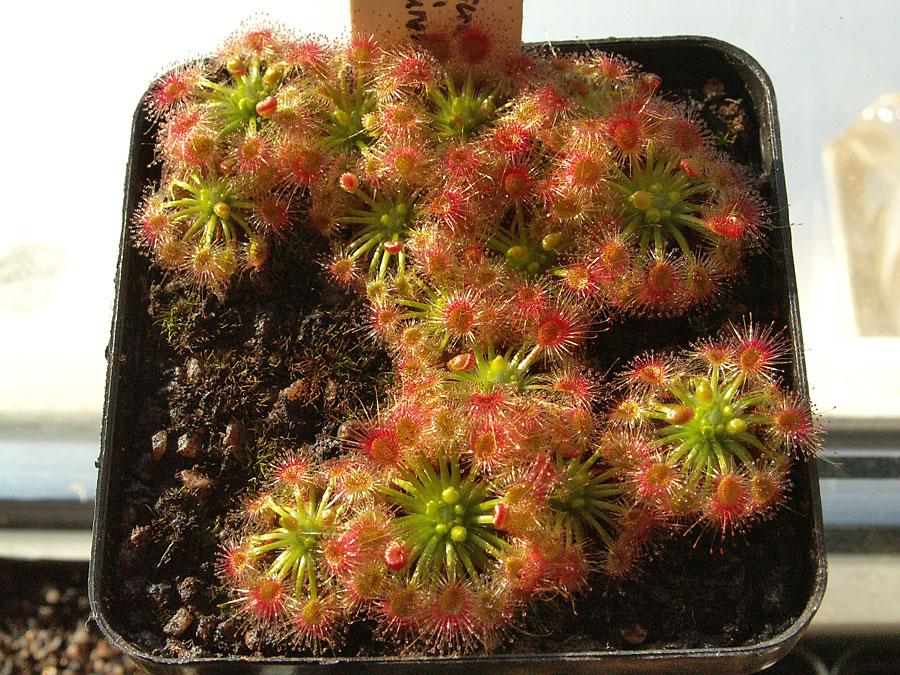